# استان ارانی
استان ارانی (به اسپانیایی: Provincia de Arani) یک استان در بولیوی است که در دپارتمان کوچاباما واقع شده‌است.

## خصوصیات
استان ارانی ۲٬۲۴۵ کیلومترمربع مساحت و ۲۴٬۰۵۳ نفر جمعیت دارد.

## نگارخانه

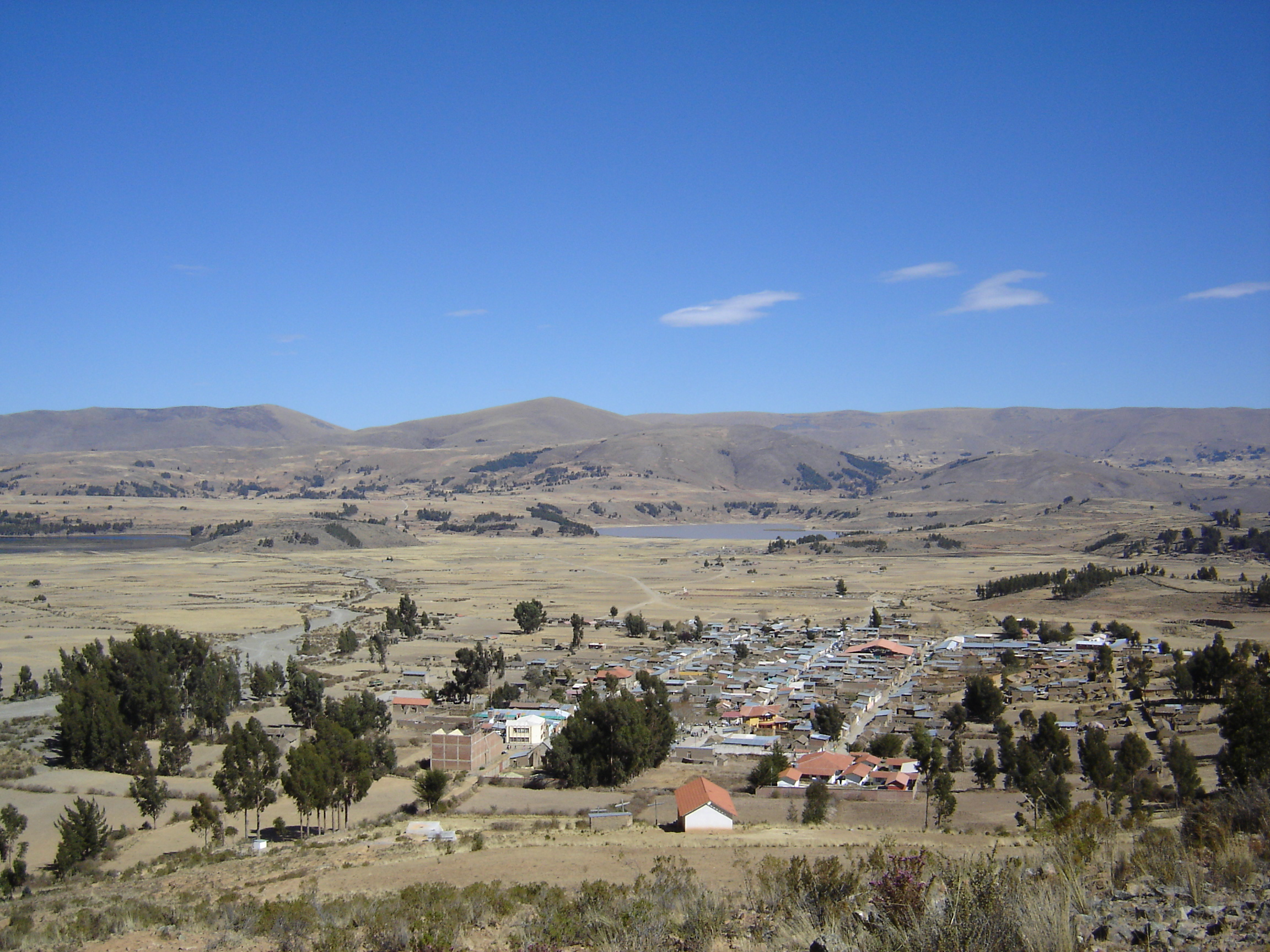
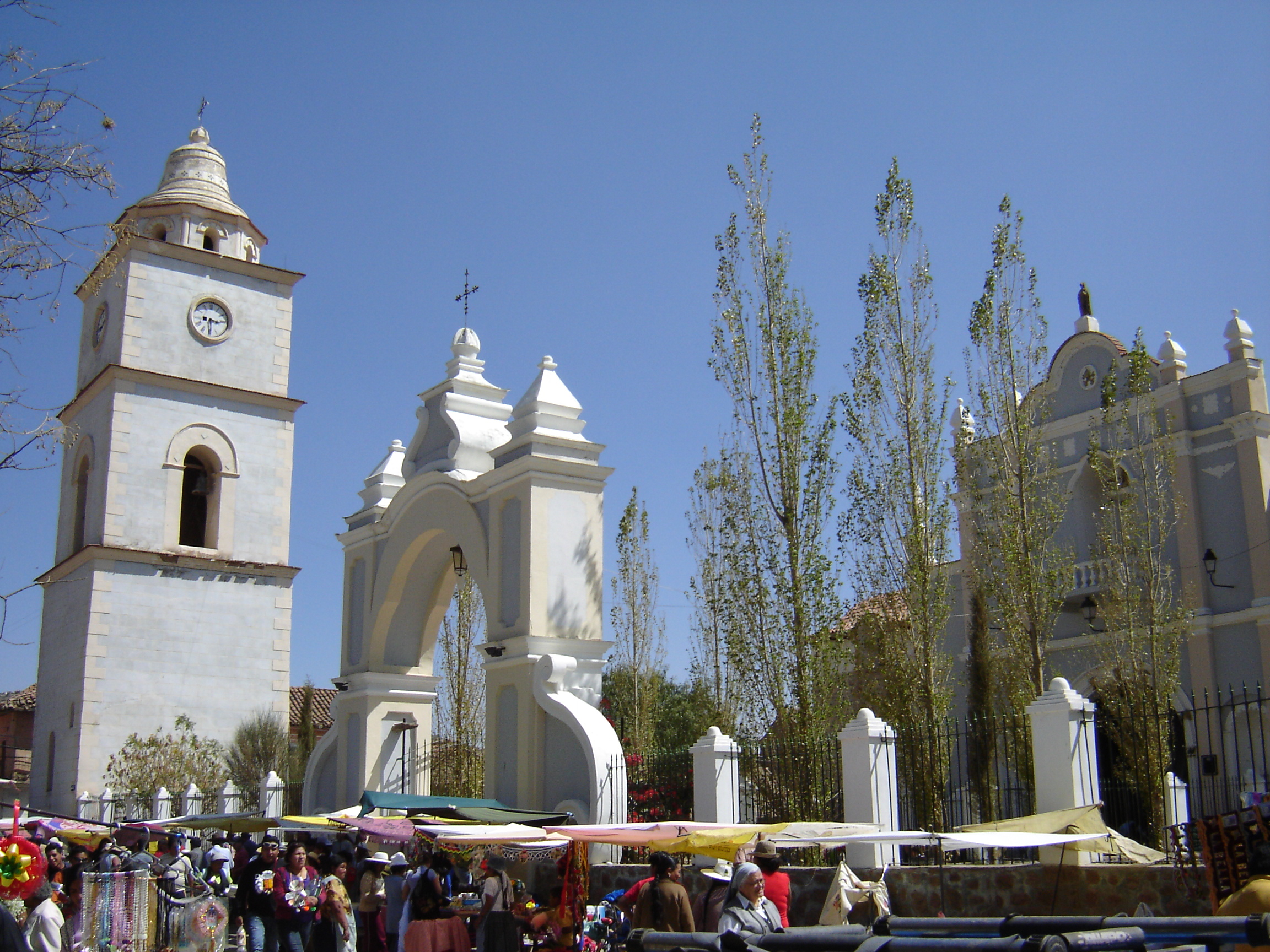
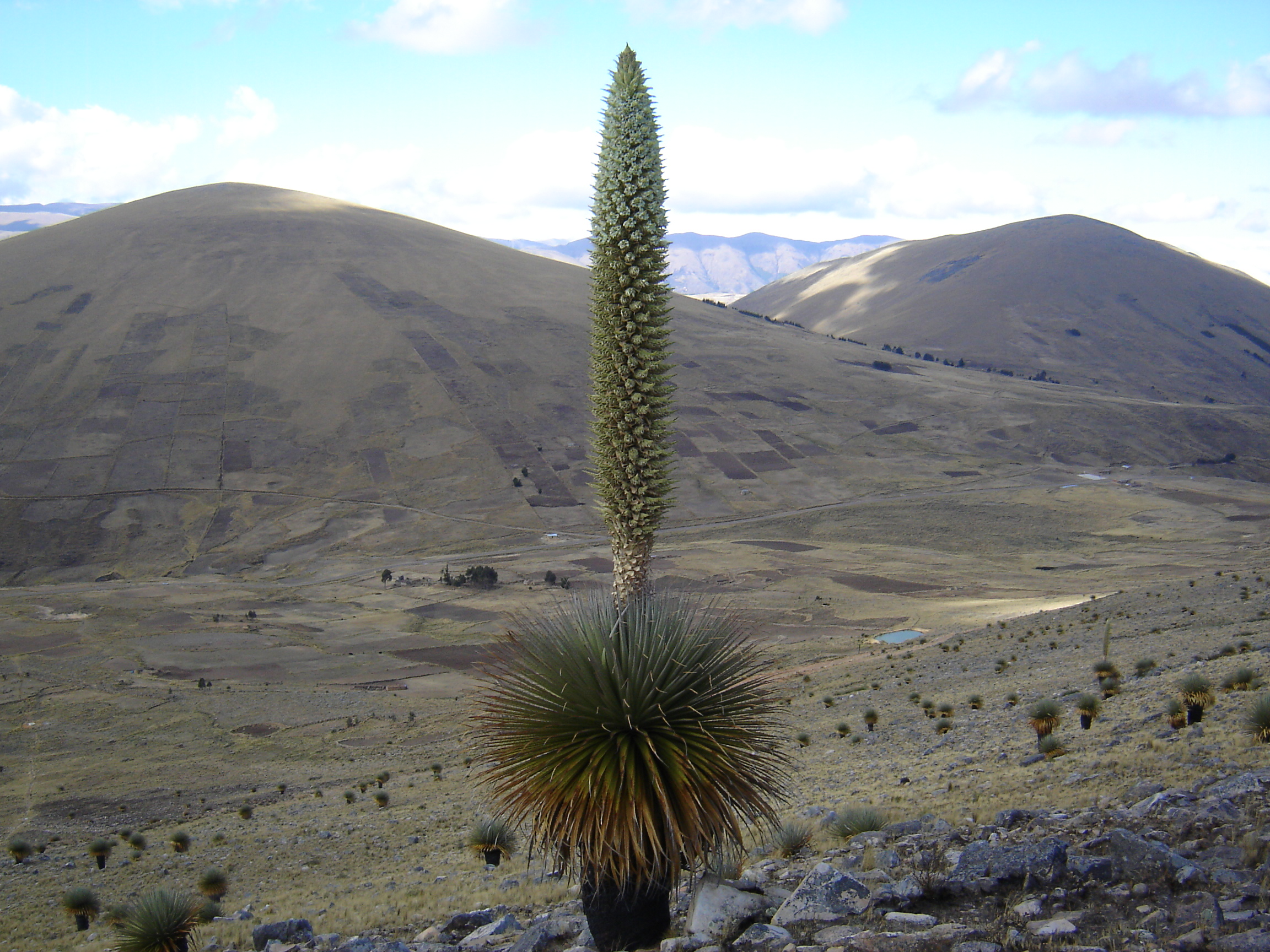
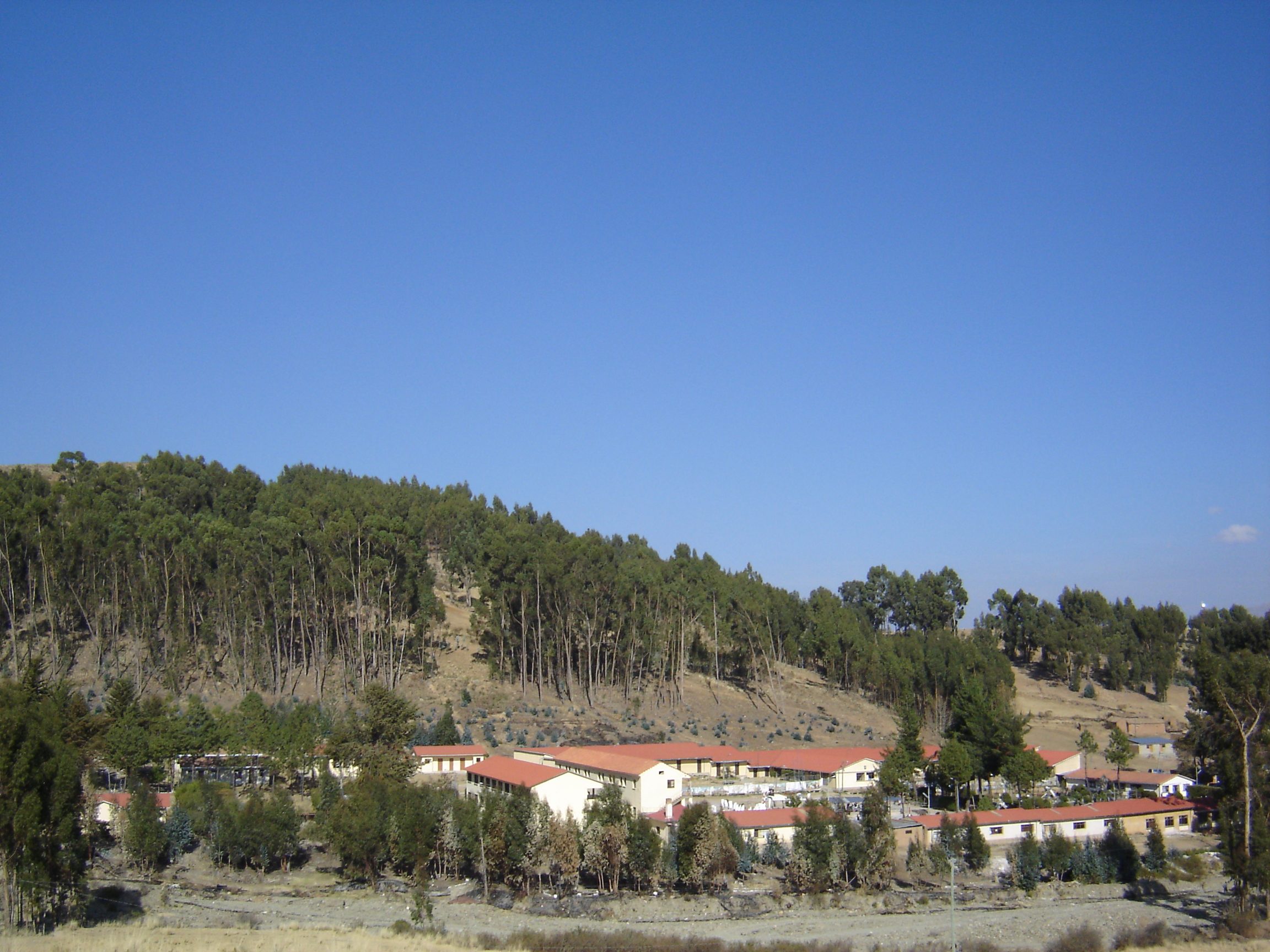